# Transport (Gustavs Klucis)
Razvitie transporta, odna iz vazhneishikh zadach po vypolneniu piatiletnego plana (en valencià: El desenvolupament del transport és una de las tasques més importants en el cumpliment del Pla Quinquenal) és un cartell propagandístic creat per l'artista letó Gustav Klutis en 1929. Està realitzat amb la tècnica del gravat al buit i utilitza la tipografía sobre paper. Les seues mides son 73,5 x 50,7 cm.
Es tracta d'un fotomuntatge publicitari d'ús propagandístic i de caràcter formalista, en el que l'artista empra els principis de màxim contrast. Utilitza colors cridaners, una tipografia cridanera i diversos punts de vista dels elements representats per a que el missatge de la imatge siga clar i fàcilment comprensible per a les masses, assegurant la seua efectivitat.
El cartell fa ús de la combinació de fotografies, concretament, de diverses locomotores de diferents escales que ajuden a comprendre el creixement industrial a l'espectador. L'autor distribueix els elements del cartell en forma de ventall, aconseguint dotar els objectes d'una sensació de moviment i creixement que en aquest cas es recolza en la trajectòria de les locomotores.